# Bulkruka

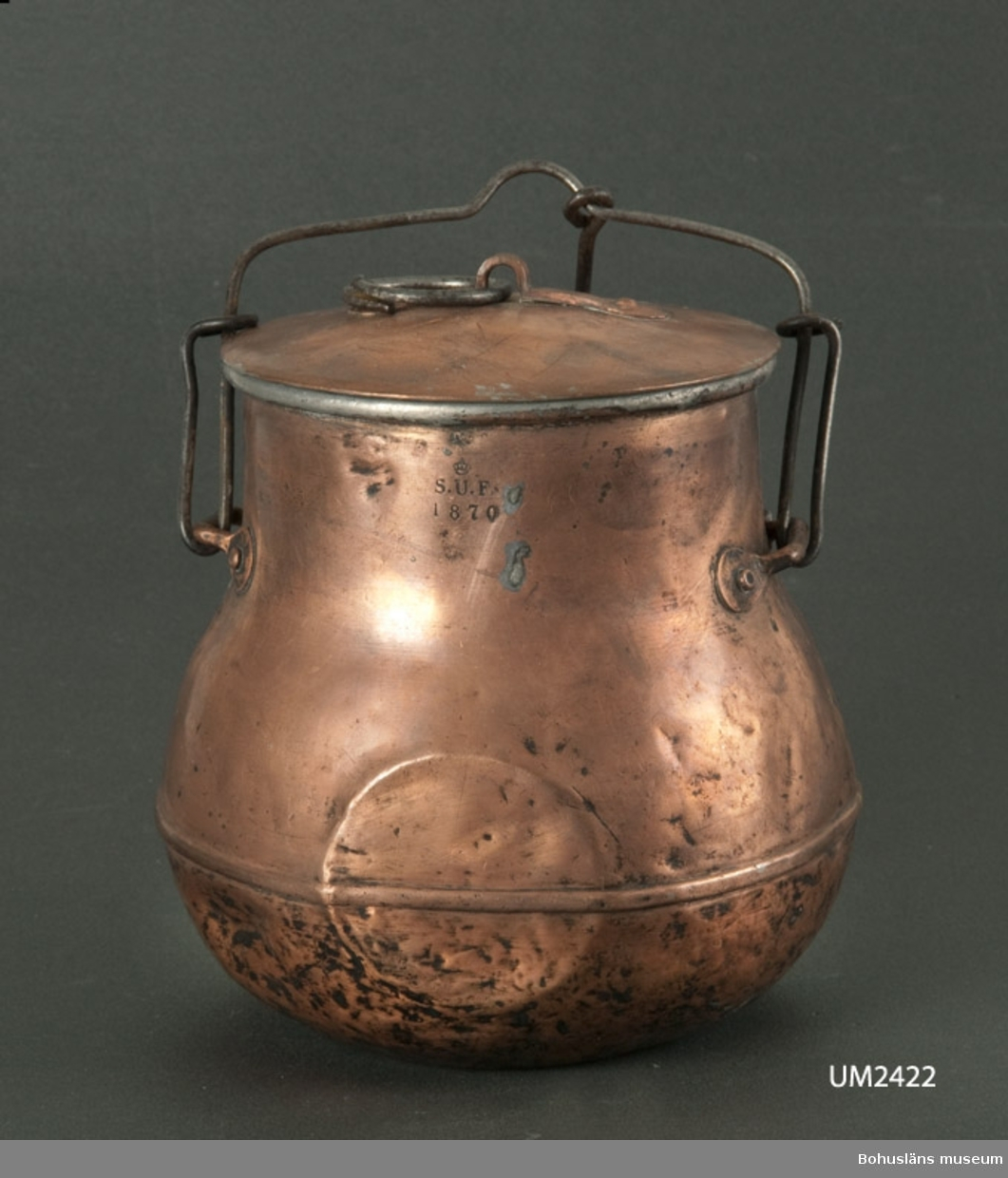
Militär bulkruka i koppar.

Bulkruka, även kallat bulkärl, är ett dryckes- och kokkärl med lock av metall. 
Till formen är bulkrukan rund och bukig, med rundad eller platt, pålödd och omvikt botten. Kärlet har hänklar för upphänging och bärning. Bulkrukor användes  av den svenska försvarsmakten, då oftast utförda i koppar eller bleckplåt. Det kan i vissa delar av landet även syfta på civila bukiga krukor tillverkade i koppar och mässing.
I svenska försvaret infördes bulkrukan 1817 och genomgick därefter flera förändringar. Under 1840-talet var den oval med platt lock, m/1865 är rund och bukig med hållare för en rem. 1856 kom en rektangulär modell med rundade hörn, som sedan återkom i modellerna från 1882 och 1887, men 1894 återkom en rund bulkruksmodell. 1895 infördes åter ett kvadratiskt kärl med rundade hörn, denna gång i aluminium, som sedan kom att användas i kokkärlen fram till dess att de rostfria kom som ersättare.